# Qualificazioni al Campionato africano femminile di pallacanestro 2003
Le qualificazioni per il Campionato africano di pallacanestro femminile 2013 misero in palio 7 posti per gli Campionati africani 2003 che si terranno in Mozambico.

## Qualificata
Nazione ospitante:
 Mozambico

## Eliminatorie Zona I
| Squadra | P.ti | G | V | P | PF | PS | DP  |
| ------- | ---- | - | - | - | -- | -- | --- |
| Tunisia | 2    | 1 | 1 | 0 | 91 | 41 | +50 |
| Algeria | 0    | 1 | 0 | 1 | 41 | 91 | -50 |

Algeria ripescata.

## Eliminatorie Zona II
| Squadra | P.ti | G | V | P | PF  | PS  | DP |
| ------- | ---- | - | - | - | --- | --- | -- |
| Senegal | 2    | 2 | 1 | 1 | 128 | 122 | +6 |
| Mali    | 2    | 2 | 1 | 1 | 122 | 128 | -6 |

Mali ripescato.

## Eliminatorie Zona III
Torneo non disputato. Nigeria qualificata.

## Eliminatorie Zona IV
| Squadra      | P.ti | G | V | P | PF  | PS  | DP  |
| ------------ | ---- | - | - | - | --- | --- | --- |
| RD del Congo | 4    | 2 | 2 | 0 | 150 | 80  | +70 |
| Gabon        | 0    | 2 | 0 | 2 | 80  | 150 | −70 |

## Eliminatorie Zona V
| Squadra | P.ti | G | V | P | PF  | PS  | DP   |
| ------- | ---- | - | - | - | --- | --- | ---- |
| Kenya   | 4    | 2 | 2 | 0 | 238 | 76  | +162 |
| Etiopia | 0    | 2 | 0 | 2 | 76  | 238 | −162 |

## Eliminatorie Zona VI
| Squadra   | P.ti | G | V | P | PF  | PS  | DP   |
| --------- | ---- | - | - | - | --- | --- | ---- |
| Angola    | 8    | 4 | 4 | 0 | 331 | 162 | +159 |
| Mozambico | 6    | 4 | 3 | 1 | 299 | 134 | +165 |
| Sudafrica | 4    | 4 | 2 | 3 | 60  | 31  | +29  |
| Botswana  | 0    | 3 | 0 | 3 | 67  | 236 | -169 |
| Zambia    | 0    | 3 | 0 | 3 | 77  | 213 | -136 |

## Eliminatorie Zona VII
Torneo non disputato.